# Індекс ефективності логістики
Індекс ефективності логістики (англ. LPI – Logistic Performance Index) – індекс Світового банку, який  розглядає  легкість  здійснення  поставок товарів та стан торгової логістики на національному та міжнародному рівні, вперше був опублікований в 2007 році.
Це середньозважена оцінка по шести ключовим параметрам:
- ефективність процесу оформлення (швидкість, простота і передбачуваність формальностей) органами прикордонного контролю, включаючи митницю;
- якість торгової і транспортної інфраструктури (наприклад, порти, залізниці, дороги, інформаційні технології);
- легкість організації поставок за конкурентоспроможними цінами;
- компетентність і якість логістичних послуг (наприклад, транспортних операторів, митних брокерів);
- здатність прокладати маршрути і відстежувати вантажі;
- своєчасність відвантаження в напрямку призначення в запланований або очікуваний час доставки.

Німеччина і Сінгапур мають найбільш ефективну логістику.